# 狭叶龙头草
狭叶龙头草（学名：Meehania pinfaensis）为唇形科龙头草属下的一个种。

## 扩展阅读
- 維基物種上的相關：狭叶龙头草